# Józef Cyrankiewicz

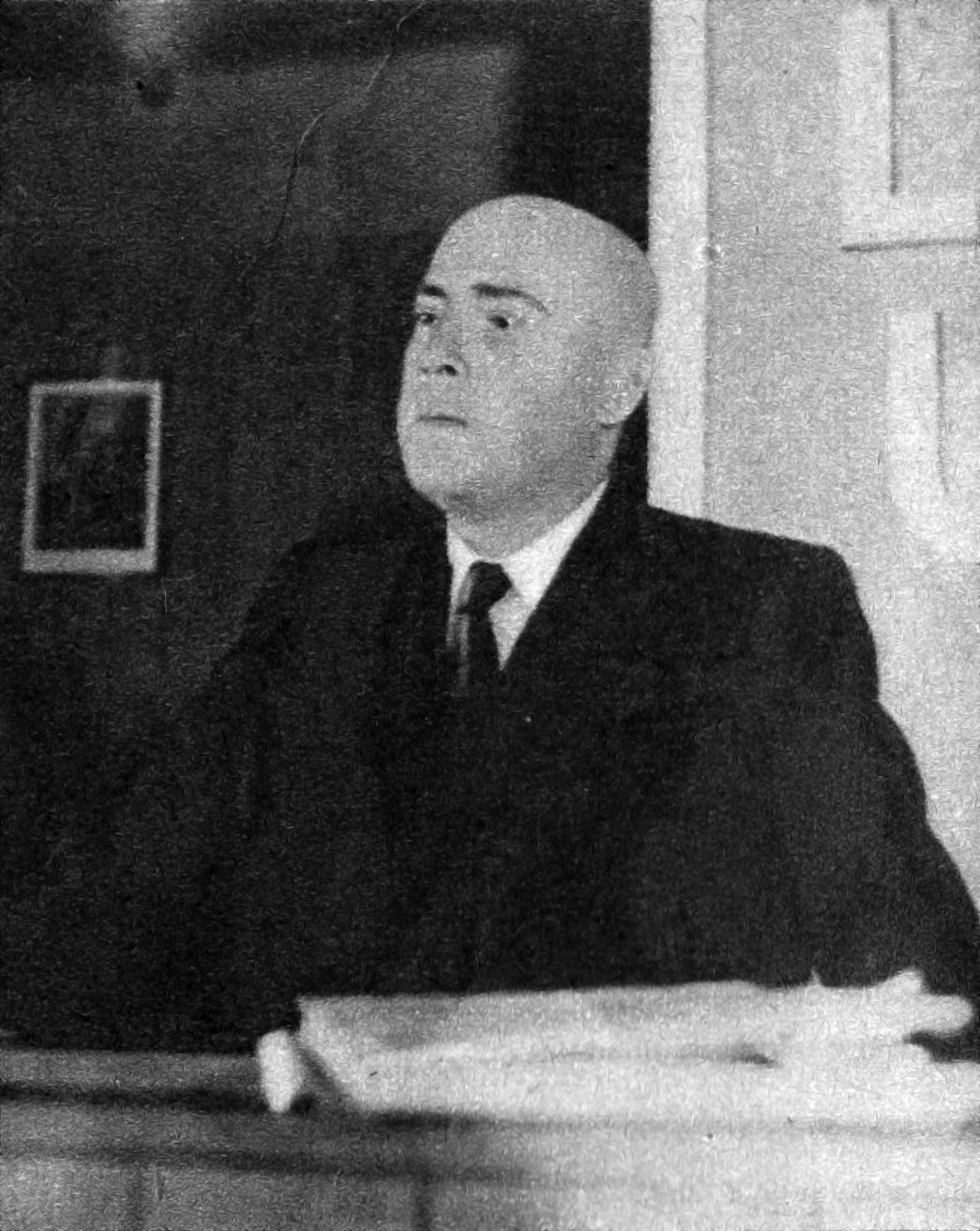
Józef Cyrankiewicz w 1948

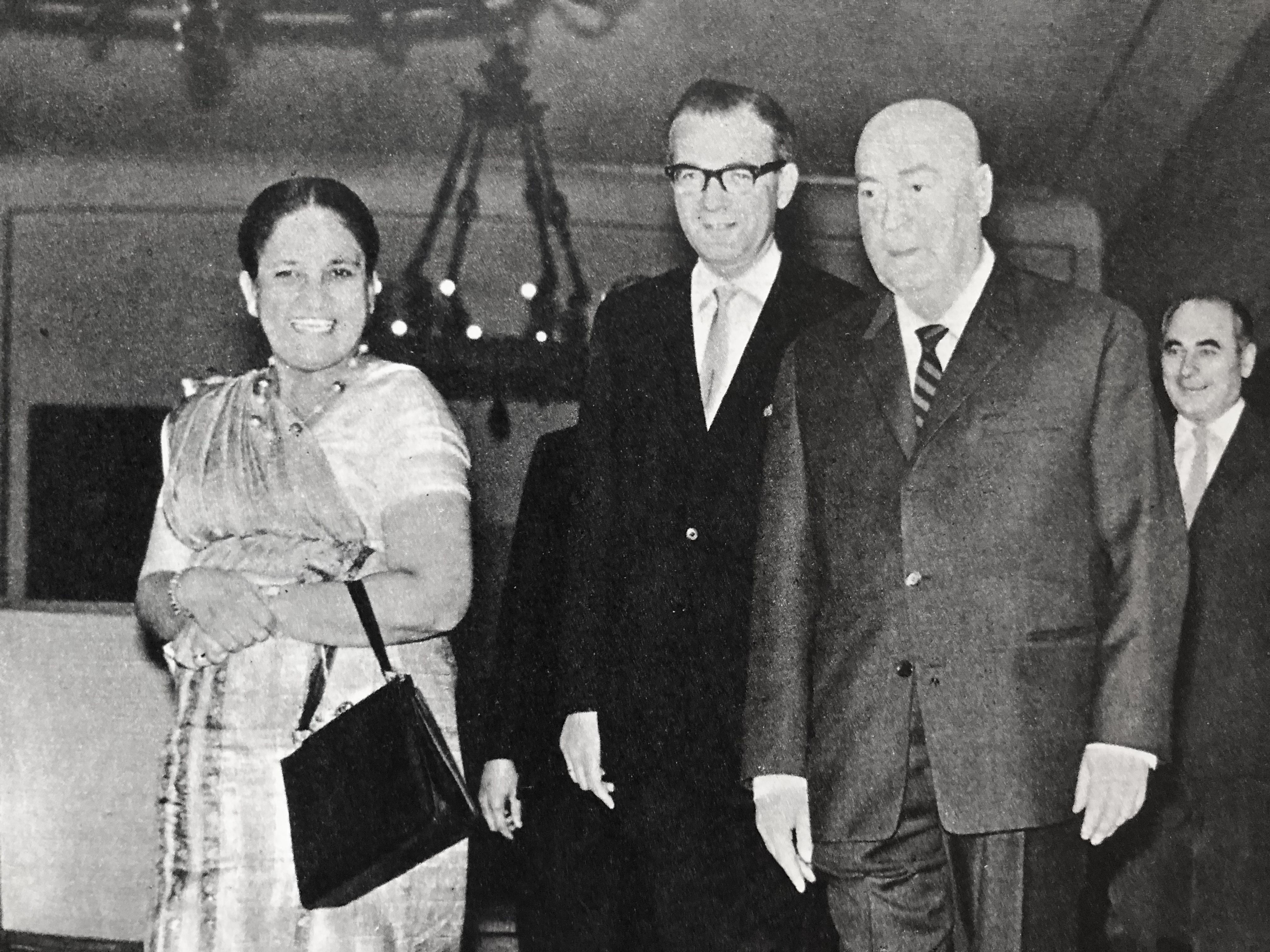
Premier Cejlonu Sirimavo Bandaranaike z premierem Józefem Cyrankiewiczem podczas oficjalnej wizyty w Polsce, Warszawa, październik 1963

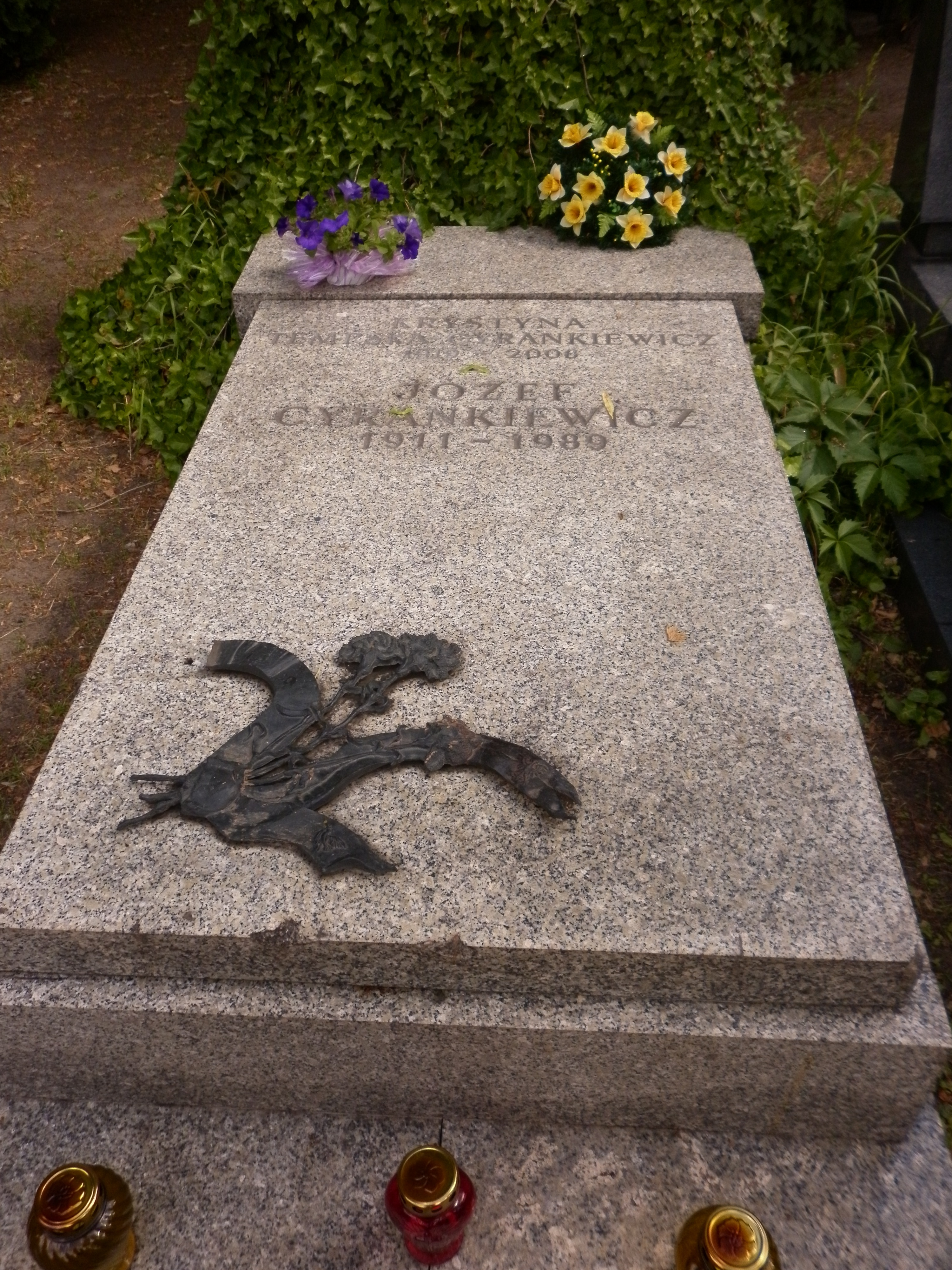
Grób Józefa Cyrankiewicza i Krystyny Tempskiej-Cyrankiewicz na Cmentarzu Wojskowym na Powązkach

Józef Adam Zygmunt Cyrankiewicz (ur. 23 kwietnia 1911 w Tarnowie, zm. 20 stycznia 1989 w Warszawie) – polski działacz socjalistyczny i komunistyczny, z zawodu dziennikarz, członek władz PPS i PZPR, pięciokrotny premier Polski w latach 1947–1952 i 1954–1970 (urząd ten sprawował najdłużej w historii Polski), członek Biura Politycznego KC PZPR (1948–1971), przewodniczący Rady Państwa (1970–1972), wicepremier i minister bez teki, przewodniczący Towarzystwa Przyjaźni Polsko-Radzieckiej w latach 1952–1955, członek prezydium Ogólnopolskiego Komitetu Frontu Jedności Narodu w latach 1958–1983. Poseł do Krajowej Rady Narodowej, na Sejm Ustawodawczy oraz na Sejm PRL I, II, III, IV i V kadencji, członek Centralnej Komisji Porozumiewawczej Stronnictw Demokratycznych w 1946. 

## Życiorys

### Okres przedwojenny
Syn inżyniera budowlanego, Józefa Cyrankiewicza (1881–1939, urodzonego pod nazwiskiem Cygankiewicz) i Reginy z domu Szlapak (1880–1969). Matka była córką właściciela kilku tartaków, a ojciec endeckim działaczem w Galicji zamieszkałym w Tarnowie, porucznikiem rezerwy saperów Wojska Polskiego. 
Podczas studiów na Uniwersytecie Jagiellońskim w Krakowie, których nie ukończył, związał się z ruchem socjalistycznym. Od 1931 działał w Polskiej Partii Socjalistycznej i Związku Niezależnej Młodzieży Socjalistycznej. Od 1935 do 1939 był sekretarzem Okręgowego Komitetu Robotniczego PPS w Krakowie. Brał udział w starciach ulicznych z ugrupowaniami prawicowymi.
Został awansowany na stopień podporucznika rezerwy artylerii Wojska Polskiego ze starszeństwem z dniem 1 stycznia 1933. W 1934 jako oficer rezerwy był przydzielony do 5 Pułku Artylerii Ciężkiej i pozostawał wówczas w ewidencji Powiatowej Komendy Uzupełnień Kraków Miasto.

### II wojna światowa
Jako podporucznik rezerwy WP wziął udział w wojnie obronnej w 1939. Był oficerem zwiadowczym I dywizjonu 5 Pułku Artylerii Ciężkiej. 15 września 1939 dostał się do niewoli w okolicach Tomaszowa Lubelskiego. Uciekł z kolejowego transportu jenieckiego do Niemiec. Od jesieni 1939 do 1941 stał na czele Polskiej Partii Socjalistycznej – Wolność, Równość, Niepodległość i Gwardii Ludowej WRN w okręgu krakowskim. Wraz z GL WRN podporządkował się Związkowi Walki Zbrojnej, zostając zaprzysiężonym oficerem tej organizacji. W czasie II wojny światowej był jednym z czołowych działaczy PPS-WRN. Kierownictwo tej organizacji planowało jego kandydaturę na stanowisko zastępcy Delegata Rządu na Kraj z ramienia PPS.
Podczas działalności konspiracyjnej był jednym z organizatorów akcji odbicia z rąk Gestapo Jana Karskiego. 19 kwietnia 1941 został ujęty przez Gestapo w zasadzce (tzw. „kotle”), urządzonej w lokalu szefa sztabu okręgu krakowskiego ZWZ. Przez rok był osadzony w więzieniu śledczym Gestapo przy ul. Montelupich w Krakowie. Schwytany w czasie próby ucieczki został przez Niemców wysłany do obozu koncentracyjnego.
Od 4 września 1942 był więźniem niemieckiego obozu koncentracyjnego KL Auschwitz, gdzie otrzymał numer obozowy 62933. Tam należał do ścisłego kierownictwa konspiracji – w maju 1943 wraz z Tadeuszem Hołujem został członkiem utworzonej wówczas centralnej czwórki kierowniczej Grupy Bojowej Oświęcim (GBO, Kampfgruppe Auschwitz) skupiającej kilka organizacji, w skład której weszła także PPS – Hołuj odpowiadał za sprawy wojskowe i polityczne, zaś Cyrankiewicz za nadzór nad całością i łączność. W 1943 Związek Organizacji Wojskowej zaczął uzgadniać swoje poczynania z Grupą Bojową Oświęcim – łącznikiem pomiędzy grupami został R. Jaworski. Wiosną 1944 między organizacjami zawarto porozumienie, w wyniku którego w skład czteroosobowego kierownictwa wojskowego podziemia – Rady Wojskowej – weszli Bernard Świerczyna i kapitan Stanisław Kazuba z ZOW, a faktycznie z Armii Krajowej, oraz Lucjan Motyka i Austriak Heinrich Duermayer z Grupy Bojowej Oświęcim. Kierownictwo polityczne spoczęło w rękach Cyrankiewicza, zaś kierownictwo wojskowe w rękach Henryka Bartosiewicza.
26 czerwca 1944 Henryk Bartosiewicz, w związku z przewożeniem go do innego obozu, wtajemniczył Cyrankiewicza w kontakty konspiracji obozowej ZOW i zaznajomił go ze swoim następcą Stanisławem Kazubą. Następnie Wacław Stacherski „Nowina”, nowy więzień w Auschwitz i jednocześnie były inspektor katowickiego AK, przekazał sugestię, by Cyrankiewicza mianować dowódcą wojskowym ZOW. W wyniku owej propozycji przekazanej latem 1944 komendant Okręgu Śląskiego AK, mjr Zygmunt Walter-Janke, mianował konspiracyjnie Józefa Cyrankiewicza „Rota” dowódcą wojskowym ZOW. Nominację tę jednak zablokował zastępca inspektora bielskiej AK Stanisław Chybiński. M.in. w sierpniu i wrześniu 1944 przekazywał grypsy cichociemnemu ppor. Stefanowi Jasieńskiemu w związku z rozważaniem przez AK ataku na obóz w celu uratowania więźniów. 
W styczniu 1945 przeszedł w marszu śmierci do stacji kolejowej Loslau (Wodzisław Śląski), skąd skierowano go do KL Mauthausen, gdzie jako kancelista doczekał wyzwolenia przez wojska amerykańskie.
W 2007 tygodnik „Wprost” opublikował artykuł przypisujący Cyrankiewiczowi współpracę z Gestapo oraz handel kosztownościami na terenie obozu. Ich ukryciu po wojnie miał sprzyjać mord sądowy na Witoldzie Pileckim. Tygodnik opierał się głównie na pośrednich relacjach o niezachowanych zeznaniach świadków, Powołują się na relacje Stanisława Dubois, który zginął w obozie przed aresztowaniem Cyrankiewicza i Tadeusza Kochowicza, który w tym czasie przebywał w łagrze w Komi. Jest również domniemanie, że Cyrankiewicz mógł w obozie nie poznać Pileckiego pod jego prawdziwym nazwiskiem.
Tezy publicystów odrzucają jako fałszywe badacze z Muzeum Auschwitz-Birkenau. Nie ma wzmianki na temat spotkania Pileckiego z Cyrankiewiczem w obozie, w żadnych dokumentach muzealnych ani we wspomnieniach obu więźniów. Zaś gdyby Cyrankiewicz należał do kolaborantów, zostałby opisany w raporcie Pileckiego lub w meldunkach przekazywanych po wojnie do Londynu. Sam wysyłał grypsy o stanie obozu i życiu więźniów, które przekazywane były ośrodkom konspiracyjnym.

### Okres powojenny
Po zwolnieniu z obozu na wiosnę 1945, znalazł się we władzach koncesjonowanej przez komunistów PPS, do 1948 wchodząc w skład Rady Naczelnej partii. Od lipca 1945 do grudnia 1948 pełnił jednocześnie funkcje sekretarza generalnego Centralnego Komitetu Wykonawczego PPS oraz członka Komisji Politycznej Centralnego Komitetu Wykonawczego partii (od listopada 1945 do grudnia 1948). Od 1946 do 1949 był również prezesem Polskiego Związku byłych Więźniów Politycznych.
Należał do działaczy socjalistycznych, którzy opowiedzieli się za ścisłą współpracą z komunistami z Polskiej Partii Robotniczej, na co istotny wpływ miały jego przeżycia wojenne i niekorzystny dla tzw. sprawy polskiej (m.in. przewidujący polityczną i wojskową zależność od ZSRR) rozwój wydarzeń politycznych po wojnie. Wpłynęło to na popieranie przez Cyrankiewicza, już w roku 1945, frakcji w PPS sympatyzującej z komunistyczną PPR i dążącej do wspólnego bloku politycznego z tą partią. W listopadzie 1946 wszedł w skład Tymczasowego Rządu Jedności Narodowej na czele z Edwardem Osóbką-Morawskim, jako minister bez teki. W 1945 upomniał się u Józefa Stalina o działacza ludowego Stanisława Mierzwę, przetrzymywanego w ZSRR pomimo odsiedzenia wyroku orzeczonego w procesie szesnastu. Nie zareagował natomiast na prośbę o ułaskawienie Witolda Pileckiego (pełniącego w latach okupacji niemieckiej misję w obozie koncentracyjnym Auschwitz), którą skierowała do niego żona Pileckiego, Maria w 1948.
Po sfałszowanych przez komunistów wyborach do Sejmu Ustawodawczego w 1947, dnia 6 lutego 1947 stanął na czele nowego rządu, zdominowanego przez polityków komunistycznych. 3 listopada 1947 został przewodniczącym Naczelnej Rady Odbudowy m. stoł. Warszawy. Będąc premierem (o jego wyborze zadecydowano wcześniej na Kremlu), prowadził politykę podporządkowaną ZSRR – m.in. bez sprzeciwu rezygnując z udziału Polski w planie Marshalla. Zwalczał również polityków PPS, którzy bronili jej niezależności i zdominowania przez komunistów, ostro krytykując m.in. Zygmunta Żuławskiego (jednego z działaczy PPS i posła na Sejm Ustawodawczy). Dążył wówczas do połączenia PPS i PPR, co oznaczało faktycznie rezygnację z zasad ideowych socjalizmu (nawet w zakresie działalności ówczesnej PPS, tolerowanej przez komunistów z PPR) oraz w końcu wchłonięcie przez PPR – co nastąpiło formalnie na Kongresie Zjednoczeniowym w grudniu 1948, kiedy powstała Polska Zjednoczona Partia Robotnicza (po przeprowadzeniu czystek w szeregach PPS). Podczas Kongresu Zjednoczeniowego Cyrankiewicz został wybrany w skład Komitetu Centralnego PZPR oraz został sekretarzem KC i Biura Organizacyjnego PZPR (pozostając na tych stanowiskach do 1971). Funkcję premiera RP pełnił do 1952. W latach 1945–1972 nieprzerwanie był posłem kolejno do Krajowej Rady Narodowej, na Sejm Ustawodawczy oraz na Sejm PRL I, II, III, IV i V kadencji. W listopadzie 1949 został członkiem Ogólnokrajowego Komitetu Obchodu 70-lecia urodzin Józefa Stalina.
W 1952 Cyrankiewicz zrzekł się stanowiska premiera na rzecz Bolesława Bieruta, co nastąpiło po uchwaleniu Konstytucji PRL, obejmując 21 listopada 1952 funkcję wicepremiera. W okresie 1952–1956 przewodniczył Zarządowi Głównemu Towarzystwa Przyjaźni Polsko-Radzieckiej, będąc równolegle członkiem prezydium Ogólnopolskiego Komitetu Frontu Narodowego. 6 marca 1953 wszedł w skład Ogólnonarodowego Komitetu Uczczenia Pamięci Józefa Stalina. Od marca 1954 wszedł w skład Biura Politycznego KC PZPR. 18 marca 1954, w efekcie podziału władzy wśród komunistów (co było konsekwencją sporów w PZPR po śmierci Stalina w 1953) ponownie został premierem, i pozostawał na tym stanowisku do momentu protestów społecznych Grudnia 1970. W tym okresie jako premier (oraz wcześniej, w okresie stalinizmu), aktywnie angażował się w akcje wymierzone w Kościół katolicki w Polsce, w szczególności w czasie obchodów milenijnych w 1966.

W czasie wydarzeń Czerwca 1956 opowiedział się przeciwko robotnikom i nakazał oddziałom Wojska Polskiego oraz Korpusowi Bezpieczeństwa Wewnętrznego brutalnie stłumić powstanie robotnicze w Poznaniu. Wówczas, 29 czerwca 1956, w przemówieniu na antenie Polskiego Radia w Poznaniu stwierdził iż: 

Każdy prowokator czy szaleniec, który odważy się podnieść rękę przeciw władzy ludowej, niech będzie pewny, że mu tę rękę władza ludowa odrąbie w interesie klasy robotniczej, w interesie chłopstwa pracującego i inteligencji, w interesie walki o podwyższenie stopy życiowej ludności, w interesie dalszej demokratyzacji naszego życia, w interesie naszej ojczyzny.

 Był wówczas zwolennikiem umiarkowanych reform polityczno-gospodarczych, nie opowiedział się jednak jednoznacznie za konkretnymi zmianami w okresie walk frakcyjnych w PZPR pomiędzy stronnictwami tzw. natolińczyków i puławian w 1956. Po wydarzeniach politycznych z 1956 wspierał Władysława Gomułkę, ówczesnego przywódcę frakcji „puławian” w PZPR, czym utorował mu drogę do władzy. Przez innych jednak zaliczany do byłych członków PPS zbliżonych do „puławian” podczas walki o władzę w kierownictwie PZPR w latach pięćdziesiątych.
W czasie kryzysu politycznego Marca 1968 wystąpił ostro przeciwko protestującym studentom. W odpowiedzi na list Koła Poselskiego Znak (protestującego przeciwko antyinteligenckiej i antysemickiej nagonce władz Polski), 10 kwietnia 1968 w Sejmie wygłosił demagogiczną mowę potępiającą uczestników protestów społecznych. Pomimo tego, pomógł Markowi Edelmanowi (zwolnionemu z pracy w szpitalu wojskowym za żydowskie pochodzenie) znaleźć pracę w szpitalu miejskim. W czerwcu 1968 wszedł w skład komitetu honorowego obchodów 500. rocznicy urodzin Mikołaja Kopernika.
Podczas protestów robotniczych Grudnia 1970 zaakceptował decyzję Gomułki o strzelaniu do robotników i przyjął ją do realizacji jako premier rządu. W konsekwencji tych wydarzeń 23 grudnia 1970 został odsunięty od ważnych stanowisk w państwie i partii, następnie mianowano go na funkcję przewodniczącego Rady Państwa, którą sprawował krótko do 27 marca 1972. 6 maja odszedł również z władz Związku Bojowników o Wolność i Demokrację (był przewodniczącym Rady Naczelnej związku nieprzerwanie od 1949). W 1972 nie został również wybrany do Sejmu, a w grudniu 1975 wykluczono go z Komitetu Centralnego PZPR.

### Po odsunięciu od władzy
Po odejściu z czynnej polityki zaangażował się w ruchu „walki o pokój”, przyjmując w 1973 funkcję przewodniczącego Ogólnopolskiego Komitetu Pokoju, wybrany w skład prezydium Światowej Rady Pokoju w Sztokholmie (był nim do 1986). Przyczynił się do utrwalenia systemu komunistycznych rządów w Polsce, co uznawały kolejne ekipy rządzące. Wyrazem tego było jego symboliczne członkostwo w kontrolowanym przez PZPR Froncie Jedności Narodu (od 1958 do 1983 Cyrankiewicz wchodził w skład prezydium Ogólnopolskiego Komitetu FJN). 28 listopada 1988 wszedł w skład Honorowego Komitetu Obchodów 40-lecia Kongresu Zjednoczeniowego PPR – PPS – powstania PZPR.
Przez znaczącą część przeciwników politycznych Cyrankiewicz był uznawany za wyróżniającego się na tle ówczesnej władzy inteligencją, wykształceniem, osobistą kulturą i stylem życia. Profesor historii Wiesław Władyka skwitował ogólnie jego działalność: „wielki gracz i wielki konformista”.
Na początku lat 90. utracił tytuł honorowego obywatela Krakowa.

## Życie prywatne
Był trzykrotnie żonaty: pierwszą żoną od 1940 do 1946 była Joanna Halina Munk-Leszczyńska (siostra reżysera Andrzeja Munka), drugą żoną od 1947 do 1968 była aktorka Nina Andrycz, trzecią reumatolog Krystyna Tempska.
Posługiwał się, jako jeden z nielicznych polityków PZPR, czystą polszczyzną, nieskalaną przez nowomowę partyjną. Wbrew rozpowszechnionej opinii, nie cierpiał na naturalne łysienie – systematycznie golił głowę od czasu pobytu w obozie koncentracyjnym Auschwitz, gdzie Niemcy strzygli w ten sposób wszystkich więźniów obozu. Akceptował rozmowy z dziennikarzami, nigdy jednak nie zgadzał się na nagrywanie rozmów (z wyjątkiem oficjalnych przemówień), notatki i publikacje tego, co powiedział. Prywatne notatki zwykle darł i niszczył. Był pasjonatem sportu, honorowym przewodniczącym Aeroklubu.
Bratem Józefa Cyrankiewicza był Jerzy Cyrankiewicz (1920–1960) – polski lekarz praktykujący w Szkocji, działacz polonijny. Przed II wojną światową studiował medycynę na Uniwersytecie Jagiellońskim. Był działaczem Młodzieży Wszechpolskiej. W czasie wojny walczył w Samodzielnej Brygadzie Strzelców Karpackich (m.in. w bitwie o Tobruk). Uczestniczył w kampanii włoskiej w szeregach 2 Korpusu Polskiego. Po 1945 osiadł w Wielkiej Brytanii, gdzie ukończył studia medyczne (na Polskim Wydziale Lekarskim w Edynburgu). Od 1953 praktykował jako lekarz w Szkocji (w Harthill), był również działaczem emigracyjnym. Zginął od ran zadanych nożem w 1960.

## Śmierć
Zmarł 20 stycznia 1989 w Warszawie, w wieku 77 lat. W jego pogrzebie na Cmentarzu Wojskowym na Powązkach w Warszawie (kwatera 29A-8-2) uczestniczyli, m.in., I sekretarz KC PZPR, przewodniczący Rady Państwa gen. armii Wojciech Jaruzelski oraz prezes Rady Ministrów, członek Biura Politycznego KC PZPR Mieczysław Rakowski, który wygłosił pożegnalne przemówienie w imieniu władz partyjnych i państwowych.

## Ulice
W okresie od 15 maja 1951 do 22 lutego 1982 (a więc za życia Cyrankiewicza) istniała w Warszawie ulica Cyrankiewicza na Zaciszu (od ul. Blokowej do Codziennej). Obecnie w tym miejscu jest ul. Czerwińska. Ulica Cyrankiewicza istniała w tym czasie również w Kołobrzegu, pomiędzy ulicami Lenina (obecnie Sybiraków / Armii Krajowej) oraz Pstrowskiego (obecnie Unii Lubelskiej).

## Józef Cyrankiewicz w kulturze
14 grudnia 2020 odbyła się premiera spektaklu Teatru TV pt. Cena władzy w reżyserii Arkadiusza Biedrzyckiego, w którym rolę Józefa Cyrankiewicza zagrał Rafał Królikowski.
Postać Józefa Cyrankiewicza pojawia się w filmie Czarny czwartek z 2011 roku w reżyserii Antoniego Krauzego. Rolę tę grał Piotr Garlicki.

## Odznaczenia i wyróżnienia (wybrane)

### Polskie
- Order Budowniczych Polski Ludowej (22 lipca 1954)[50]
- Wielka Wstęga Orderu Odrodzenia Polski (22 lipca 1949)[51]
- Order Sztandaru Pracy I klasy (23 kwietnia 1951)[52][53]
- Order Krzyża Grunwaldu II klasy (29 maja 1946)[54]
- Krzyż Partyzancki (12 czerwca 1946)[55]
- Krzyż Oświęcimski (1985)[56]
- Medal 30-lecia Polski Ludowej
- Medal 40-lecia Polski Ludowej
- Medal 10-lecia Polski Ludowej
- Medal Zwycięstwa i Wolności 1945
- Medal im. Ludwika Waryńskiego (1986)[57]
- Złoty Medal „Za zasługi dla obronności kraju”
- Srebrny Medal „Za zasługi dla obronności kraju”
- Brązowy Medal „Za zasługi dla obronności kraju”
- Pamiątkowy Medal z okazji 40. rocznicy powstania Krajowej Rady Narodowej (1983)[58][59]
- Odznaka 1000-lecia Państwa Polskiego (1963)[60]
- Medal pamiątkowy „40-lecia PZPR” (1988)[61]
- Odznaka Honorowa XIII Brygady im. Jarosława Dąbrowskiego (1947, nadana przez Związek Uczestników Walk o Wolność Hiszpanii)[62]
- Odznaka „Budowniczy Nowej Huty” (1959)[63]
- Odznaka honorowa Związku Zawodowego Budowlanych (1963)[64]
- Złota odznaka honorowa Związku Zawodowego Chemików (1965)[65]
- Złota odznaka honorowa Związku Zawodowego Pracowników Służby Zdrowia (1969)[66]
- Złota odznaka Związku Nauczycielstwa Polskiego (1958)[67]
- Złota Honorowa Odznaka PTTK (1961)[68]
- Złota Odznaka Turystyki Motorowej PTTK (1961)[69]
- Złota odznaka Związku Zawodowego Pracowników Państwowych i Społecznych (1969)[70]
- Odznaka honorowa Polskiego Związku Motorowego (1970)[71]
- Honorowa odznaka Polskiego Związku Narciarskiego (1969)[72]
- Honorowa odznaka 400-lecia Poczty Polskiej (1958)[73]
- Odznaka XV-lecia Wyzwolenia Dolnego Śląska (1960)[74]
- Tytuł Honorowego Obywatela miasta Krakowa (1961, pozbawiony tytułu w 1992)
- Złota odznaka miasta Krakowa (1961)[75]
- Złota odznaka honorowa „Za Zasługi dla Warszawy” (1960)[76]
- Odznaka honorowa „Za zasługi dla Gdańska” (1960)[77]
- Odznaka honorowa „Zasłużony dla Warmii i Mazur” (1960)[78]
- Złota odznaka „Zasłużonemu w rozwoju województwa katowickiego” (1960)[79]
- Odznaka Honorowa Miasta Poznania (1966)[80]
- Odznaka honorowa „Za zasługi w rozwoju województwa poznańskiego” (1966)[80]
- Odznaka „Zasłużonemu Opolszczyźnie” (1968)[81]
- Odznaka „Za Zasługi dla Kielecczyzny” (1969)[82]
- Medal pamiątkowy „650-lecia Słupska” (1960)[83]
- Medal Grunwaldzki nadany przez Ogólnopolski Komitet Frontu Jedności Narodu dla upamiętnienia 550. rocznicy zwycięstwa odniesionego nad zaborczym Zakonem Krzyżackim (1960)[84]
- Tytuł Honorowego Obywatela Kamiennej Góry (1947)[85]
- Tytuł Honorowego Obywatela Kasinki Małej (1957)[86]
- Honorowy członek Towarzystwa Opieki nad Majdankiem (1969)[87]

### Zagraniczne
- Order 9 września 1944 I stopnia (Bułgaria, 1948)[88]
- Order Georgi Dimitrowa (Bułgaria, 1967)[89]
- Krzyż Wielki Orderu Lwa Białego (Czechosłowacja, 1947)[90]
- Medal 50-lecia Komunistycznej Partii Czechosłowacji (Czechosłowacja, 1971)[91]
- Krzyż Wielki Orderu Legii Honorowej (Francja, 1967)[92]
- Wielka Wstęga Orderu Korony (Iran, 1966)[93]
- Order Wyzwolenia Narodowego (Jugosławia, 1947)[94]
- Gwiazda na Wstędze Orderu Jugosłowiańskiej Gwiazdy (Jugosławia, 1964)[95]
- Medal Sztandaru Państwowego KRLD I stopnia (Korea Północna, 1957)[96]
- Wielki Łańcuch Orderu Orła Azteckiego (Meksyk, 1963)[97]
- Złoty Order „Gwiazda Przyjaźni między Narodami” (Niemcy Wschodnie, 1986)[98]
- Wielka Wstęga Orderu Gwiazdy Rumuńskiej Republiki Ludowej (1948)[99]
- Krzyż Wielki z Liściem Laurowym i Gwiazdą Republikańskiego Orderu Zasługi (Węgry, 1948)[100]
- Krzyż Wielki Orderu Zasługi (Włochy, 1965)[101][102][103]
- Medal jubileuszowy „W upamiętnieniu 100-lecia urodzin Władimira Iljicza Lenina” (ZSRR, 1969)
- wysokie odznaczenie etiopskie nadane przez cesarza Hajle Syllasje I (1965)[104]
- Honorowy Medal Międzynarodowej Federacji Bojowników Ruchu Oporu (1986)[105]
- Odznaka Międzynarodowego Związku Studentów (1960)[106]
- Tytuł Honorowego Obywatela Skopje (1965)[107]